# Monumento a Giuseppe Verdi (Parma)
Il monumento a Giuseppe Verdi è un'opera in granito e bronzo situata in piazzale della Pace a Parma. 
L'attuale memoriale è costituito dall'ara centrale di un maestoso monumento dedicato al maestro Giuseppe Verdi danneggiato durante i bombardamenti della seconda guerra mondiale.

## Storia
In occasione del centenario della nascita del grande maestro Giuseppe Verdi, la città di Parma decise di omaggiarlo con un monumento degno del suo nome. Per questo fu dato incarico del progetto all'architetto Lamberto Cusani, che avviò la costruzione nel 1913 nel piazzale antistante la stazione ferroviaria. L'immensa opera, alta quanto il Palazzo della Pilotta ed interamente realizzata in granito e bronzo dallo scultore Ettore Ximenes ed aiuti, fu inaugurata il 22 febbraio 1920.
Il monumento fu colpito dai bombardamenti alleati del 13 maggio 1944, durante la seconda guerra mondiale; nonostante i danni non fossero particolarmente gravi, si decise di abbatterlo, non senza aspre polemiche, per lasciar posto a nuovi palazzi. Fu risparmiata la grande ara centrale, poi ricollocata in piazzale della Pace accanto al Palazzo della Pilotta. Delle 28 statue che lo adornavano, alcune si salvarono, ma parte di esse fu trafugata da privati o gettata nel torrente; ne rimasero quindi solo 9, trasportate nella sala del teatro Arena del Sole di Roccabianca, ove oggi ancora si trovano.

## Descrizione
Il monumento era costituito da un enorme arco trionfale, sormontato da leoni trainanti un carro mitologico; attorno ad esso si dipartivano simmetricamente due porticati semicircolari, arricchiti da 28 statue raffiguranti i personaggi delle opere verdiane (le 27 opere canoniche oltre all'Inno di Guerra), ordinate nella corretta sequenza temporale di composizione:

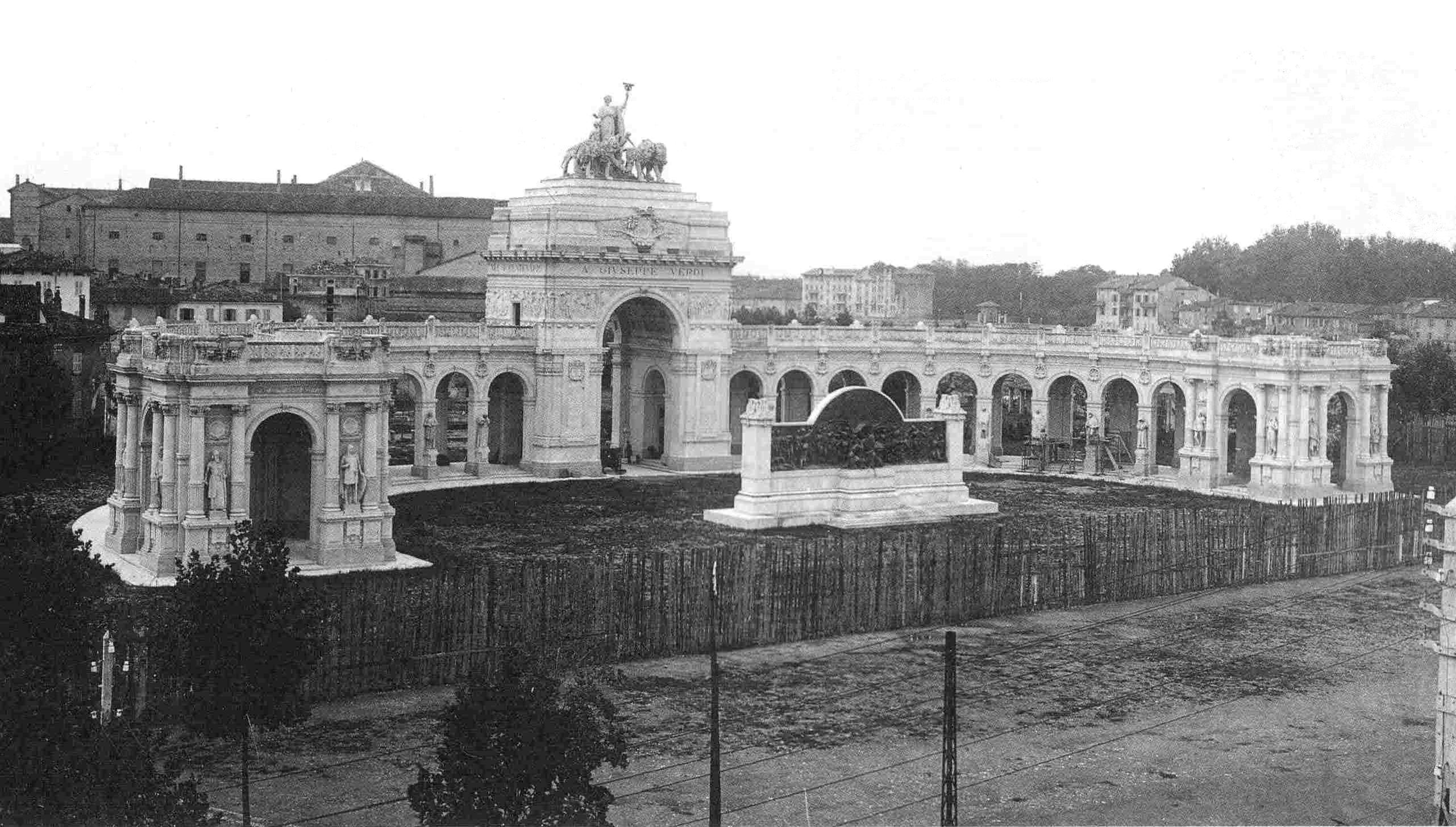
Il monumento a Giuseppe Verdi nel 1920

- Oberto, Conte di San Bonifacio (sopravvissuta);
- Un giorno di regno;
- Nabucco;
- I Lombardi alla prima crociata;
- Ernani (sopravvissuta);
- I due Foscari;
- Giovanna d'Arco;
- Alzira (sopravvissuta);
- Inno di Guerra (sopravvissuta);
- Attila;
- Macbeth (sopravvissuta);
- I masnadieri (sopravvissuta);
- Il corsaro;
- La battaglia di Legnano (sopravvissuta);
- Luisa Miller;
- Stiffelio;
- Rigoletto;
- Il trovatore;
- La traviata;
- I vespri siciliani;
- Simon Boccanegra;
- Un ballo in maschera;
- La forza del destino;
- Don Carlos (sopravvissuta);
- Aida (sopravvissuta);
- Messa di requiem;
- Otello;
- Falstaff.[4]

## Ara centrale

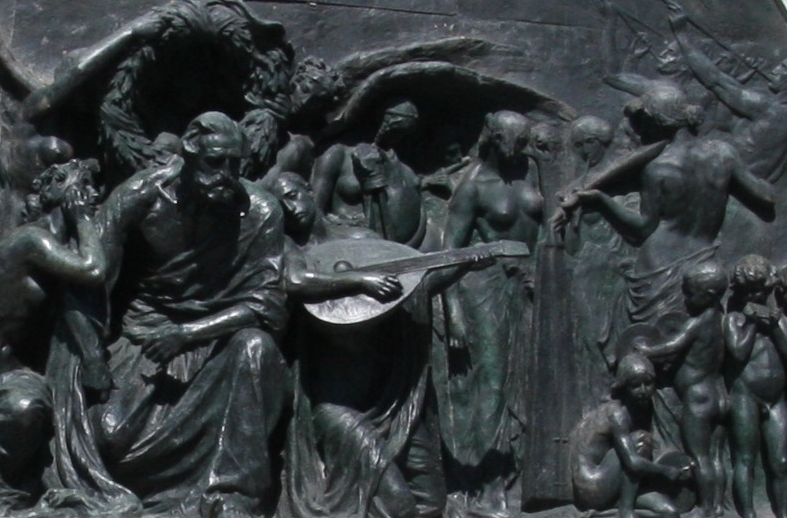
Particolare dell'altorilievo con Giuseppe Verdi

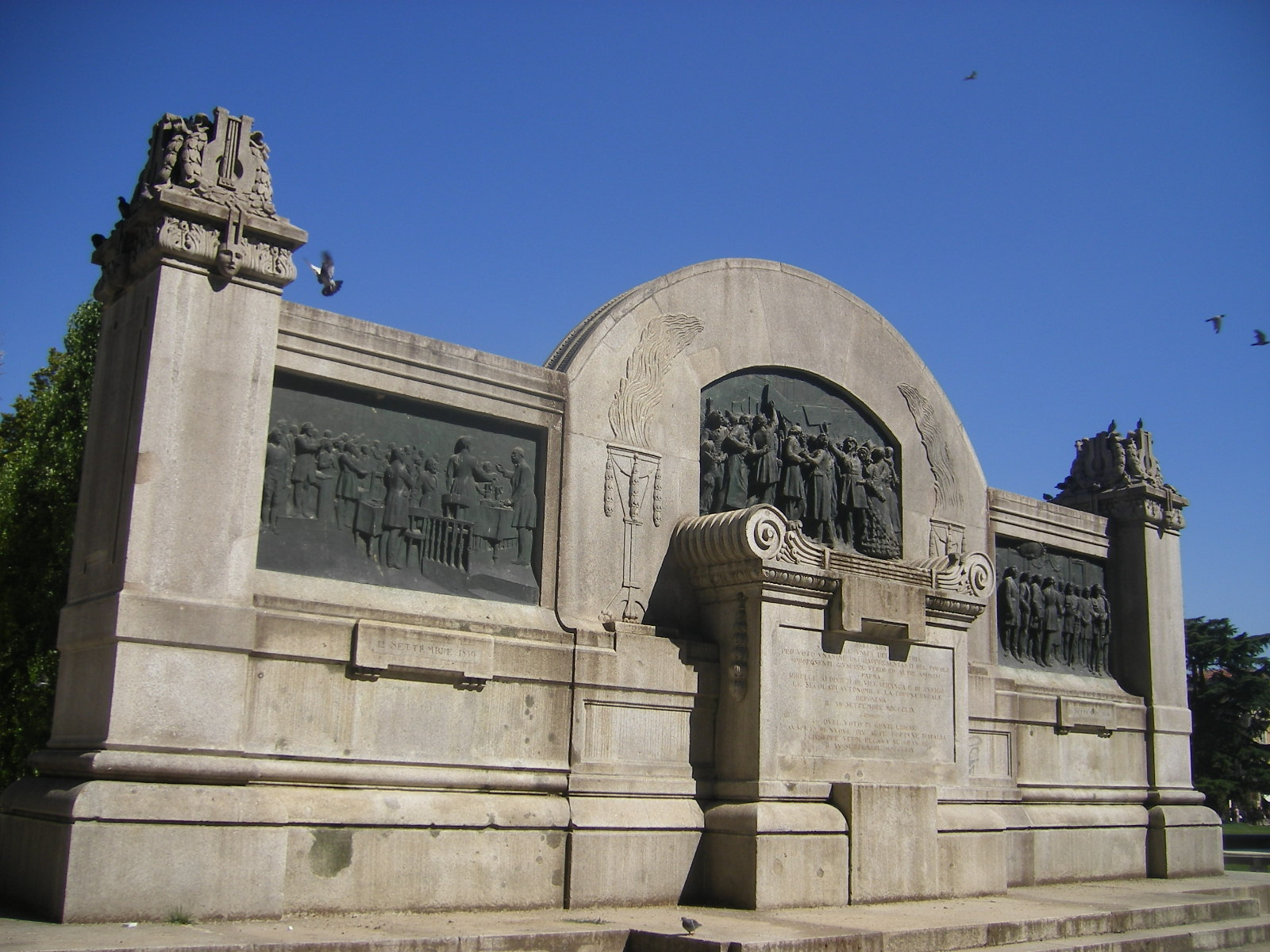
Retro dell'ara centrale

Al centro dell'emiciclo non più esistente era infine posta la monumentale ara, oggi situata in piazzale della Pace.
La parte anteriore è costituita da un grande altorilievo che rappresenta al centro Giuseppe Verdi in meditazione, contornato dalle Muse che gli suggeriscono, nell'ordine, l'Ispirazione, la Melodia, il Canto, il Ritmo della Danza, l'Amore e la Morte.
La parte posteriore è invece suddivisa in tre distinti altorilievi, che rappresentano, in successione: la scena dell'approvazione, da parte dell'assemblea delle Province Parmensi, dell'annessione al Regno d'Italia (12 settembre 1859); la scena, con la celebre epigrafe Viva V.E.R.D.I., della trionfale accoglienza riservata dalla città di Torino al Maestro, delegato dell'assemblea, al momento del suo arrivo per recare nelle mani del re Vittorio Emanuele II l'esito delle deliberazioni assunte; la scena della consegna da parte di Verdi e altri delegati al re delle deliberazioni stesse (15 settembre 1859).

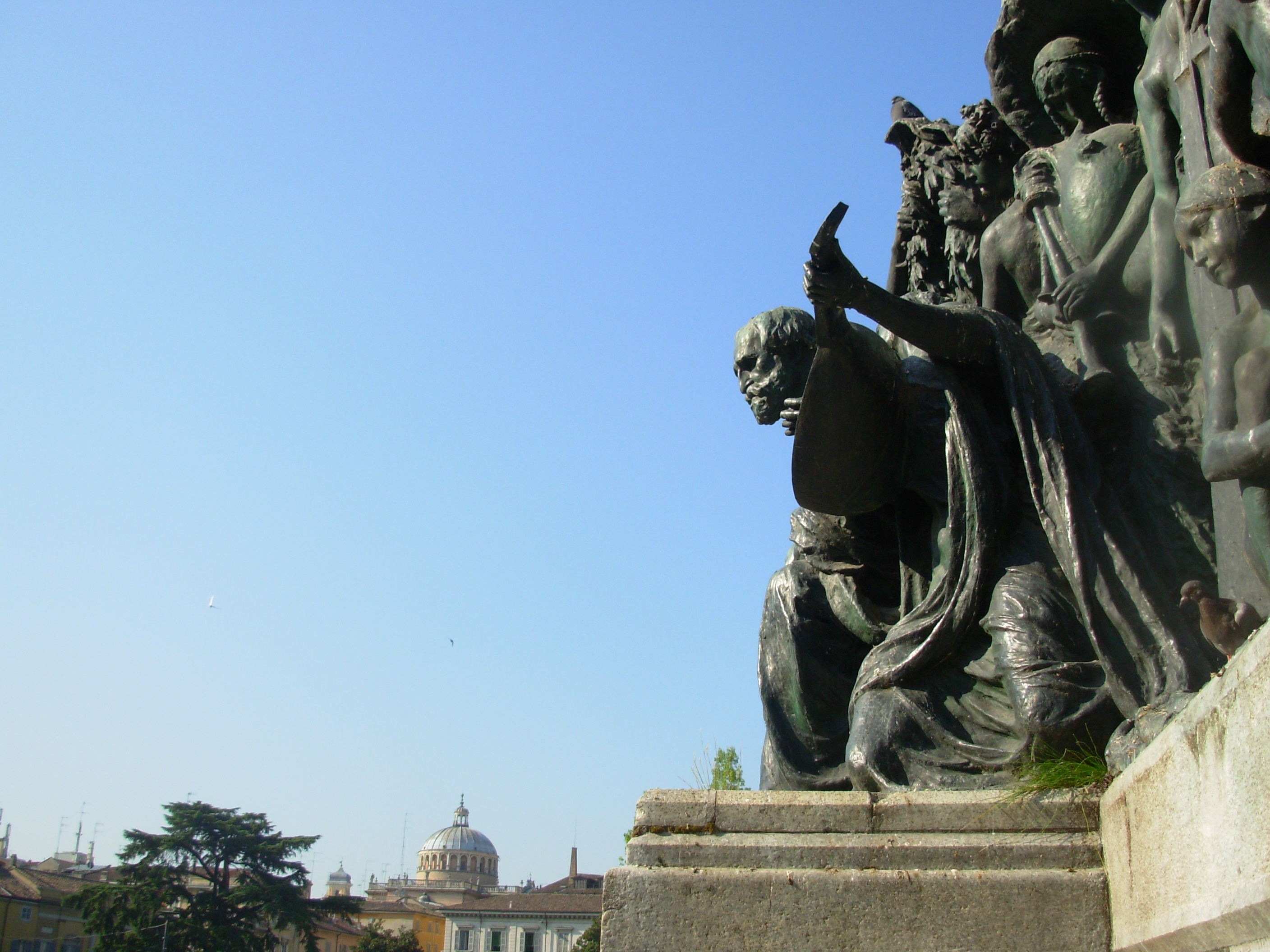
Particolare dell'altorilievo con Giuseppe Verdi